# Fontaine de la Sinne
La fontaine de la Sinne est un monument historique situé à Riquewihr, dans le département français du Haut-Rhin.

## Localisation
Cette construction est située à Riquewihr.

## Historique
L'édifice fait l'objet d'une inscription au titre des monuments historiques depuis 1930.

## Architecture

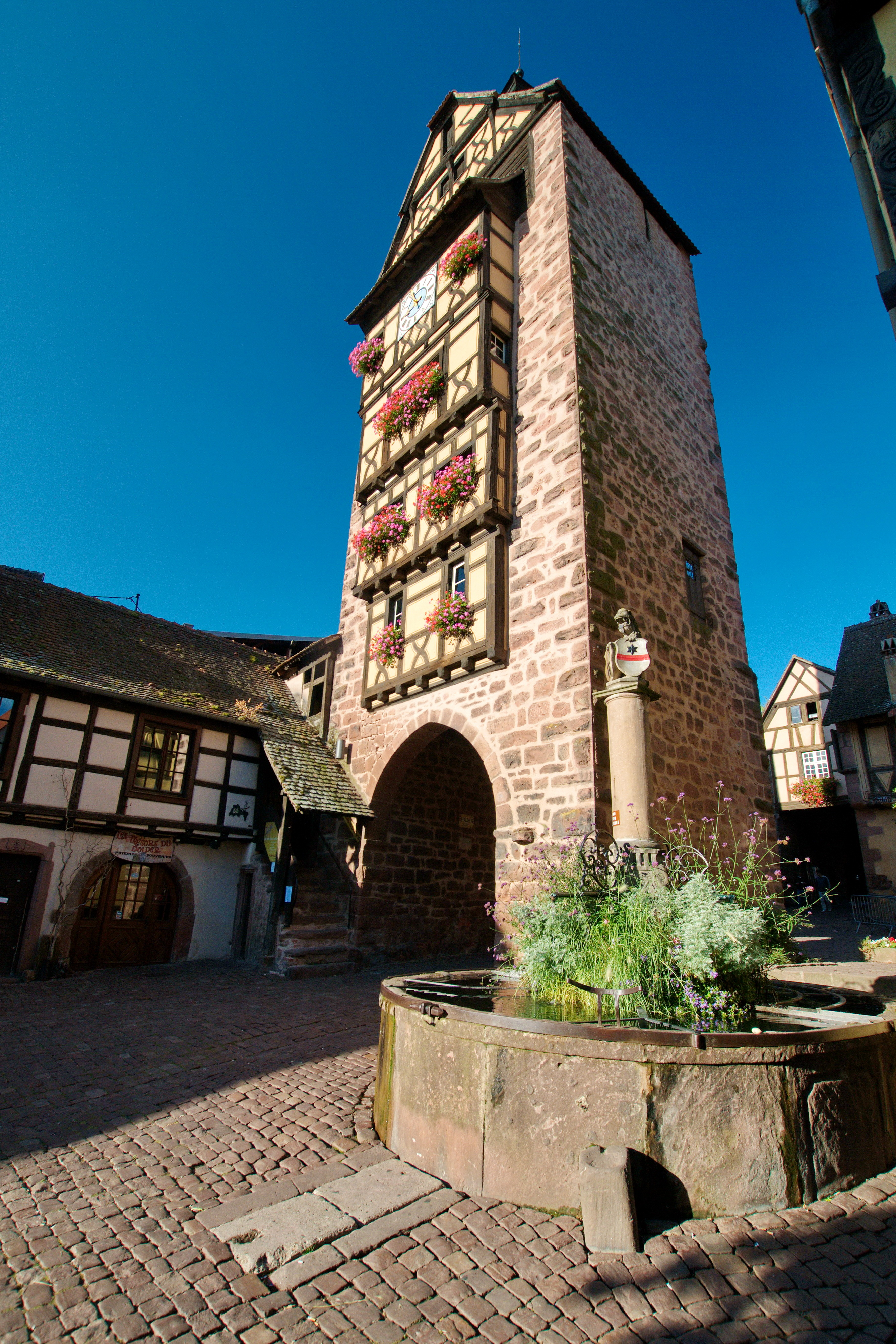
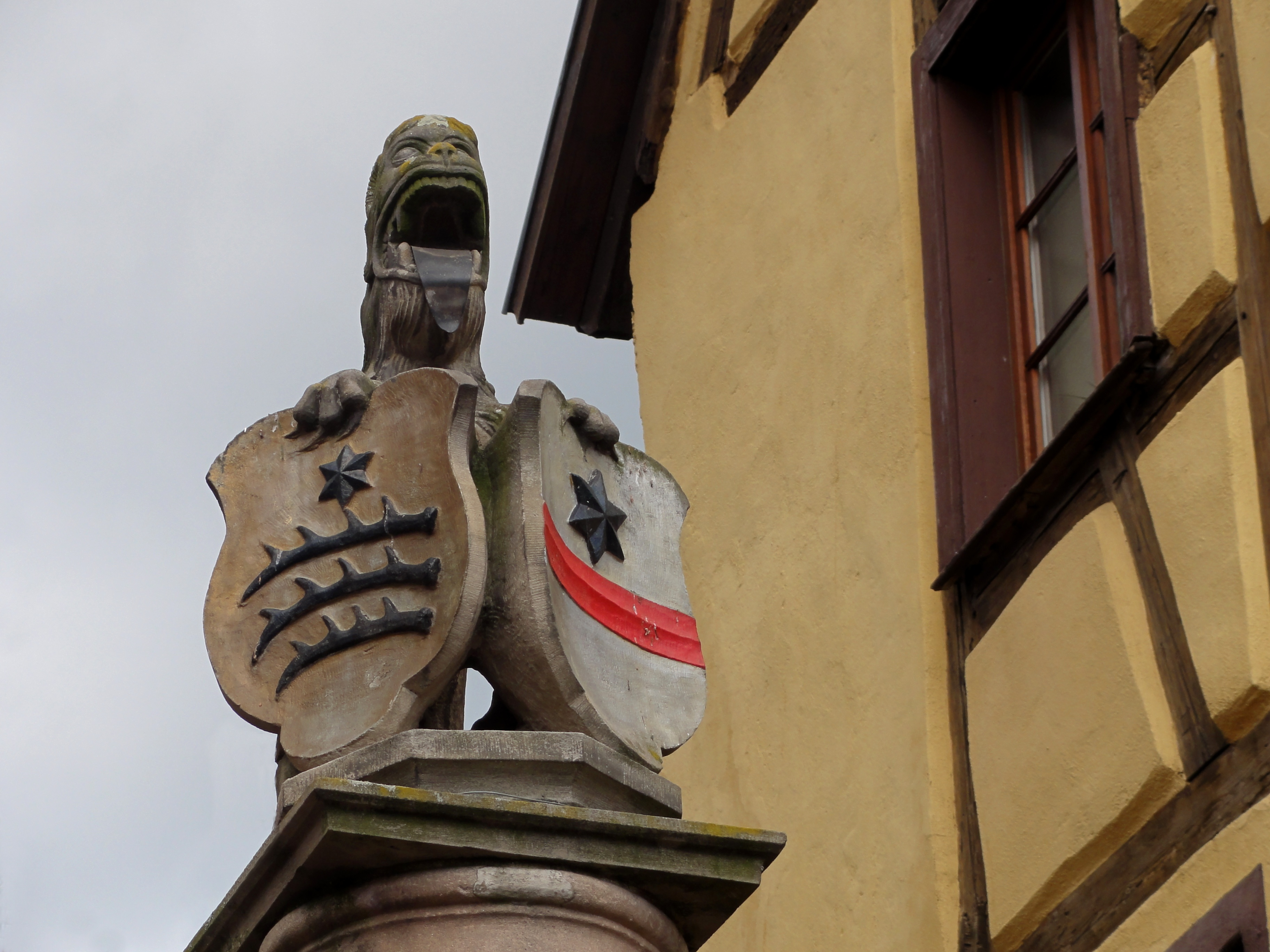
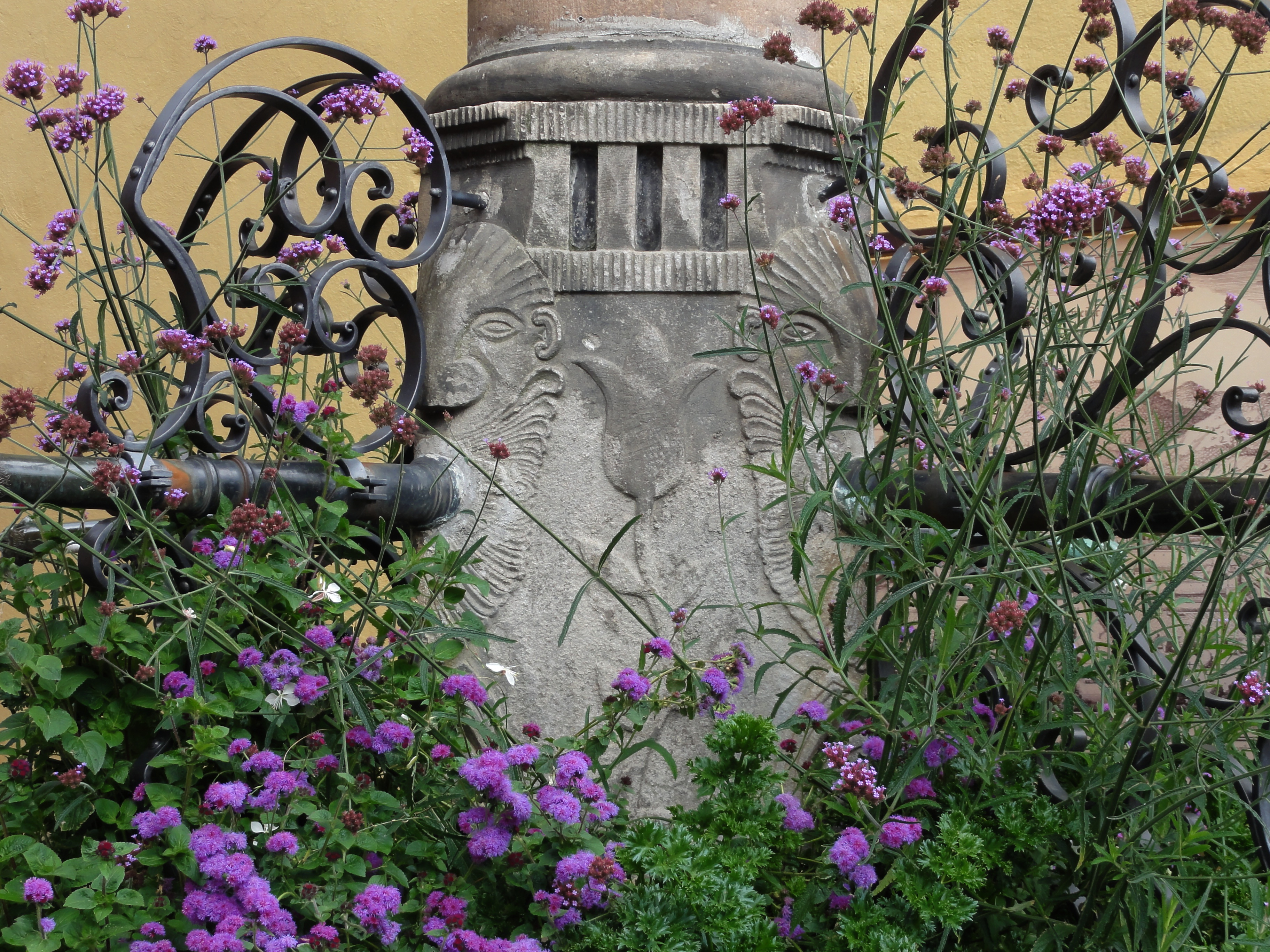